# 前田氏
前田氏（まえだし）は、日本の氏族。著名な氏族・家に次のようなものがある。
1. 藤原北家利仁流の系統で、美濃国安八郡前田村より起こった氏族（→美濃前田氏）。
2. 尾張荒子の土豪だったが、前田利家を出して北陸の大名となり、江戸期に加賀藩主家、維新後に華族の侯爵家となった家を宗家とする氏族（→前田利家の前田氏）
3. 豊臣五奉行の前田玄以を出して丹後の大名となった家を宗家とする氏族（→前田玄以の前田氏）。
4. 藤原北家閑院流の公家押小路家の庶流前田玄長を祖とする高家旗本家（→押小路家分家の高家前田家）。
5. 菅原氏嫡流の公家高辻家の庶流前田長恭を祖とする高家旗本家（→高辻家分家の高家前田家）。
6. 大蔵省や農商務省の官僚前田正名の勲功で華族の男爵に叙された家（→前田正名男爵家）。
7. 前田隆礼陸軍中将の日露戦争における戦功で華族の男爵に叙された家（→前田隆礼男爵家）。

## 美濃前田氏
前田氏（まえだし）は、藤原北家利仁流の系統で、美濃国安八郡前田村より起こった氏族。
利仁の七男で斎藤氏の祖叙用の末裔である季基が、美濃国守護代斉藤氏庶家として、同国安八郡前田村に居住し前田氏を名乗ったのに始まるとされる。
前田利家の前田氏や、前田玄以の前田氏も、この美濃前田氏の庶流であるとする説が存在するものの、定かではない。

## 前田利家の前田氏
前田氏（まえだし）は、武家・華族だった日本の氏族。戦国時代には尾張国愛知郡荒子村を領する土豪に過ぎなかったが、安土桃山時代に前田利家が織田信長・豊臣秀吉に仕えて台頭し、加賀・能登・越中を支配する大大名に成り上がった。子孫は江戸時代に加賀藩主家、維新後に華族の侯爵家となった。

### 出自
前田利家の出身氏族である尾張国愛知郡荒子村土豪の前田氏は、菅原道真を祖とする美作菅氏から派生した原田氏の後裔と称し、本姓を菅原氏とした。これは前田氏の信念にすぎず、歴史的事実ではないとする指摘もある。
利家の父前田利昌（利春）以前の系譜ははっきりせず、前田氏の正確な出自は不明である。一説として、美濃前田氏の庶流が、尾張の荒子村に移住したもので（尾張の前田村とは無関係とされる）、家紋の梅鉢も斎藤一族の天神信仰に由来するもので、そこから逆に菅原氏の末裔とする信念が生まれ、浦壁系図などを参照して菅原道真の子孫とする系譜の捏造を行ったのであろうとする推定が存在する（『石川県史』、沼田頼輔『日本紋章学』）。
また、利家が最初に一国支配した能登国は京都北野天満宮の領地が多い地域で、加賀国も菅原道真が国司を務めた国であった。このことからも前田氏の系譜を菅原氏や天満宮を繋げようとする動機があったのではないかと岩沢愿彦は推測している。

### 前田利家の登場

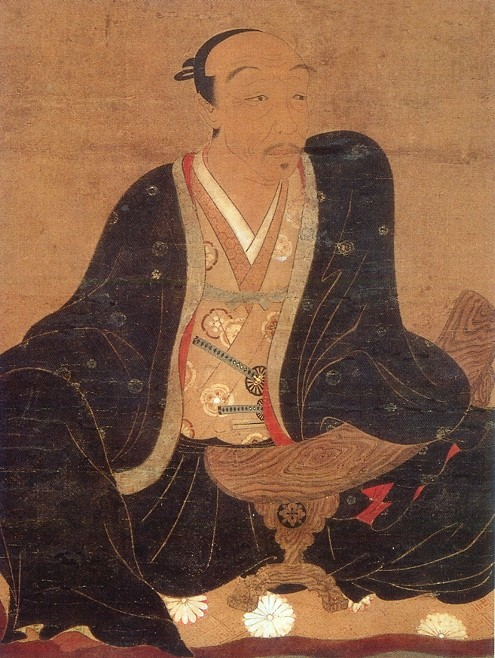
前田利家

利昌の四男前田利家は織田信長に仕えて身を起こし、利昌の跡を継いで前田家を継いでいた兄利久が信長によって当主の座から追われると、代わって前田家を相続し、天正3年（1575年）には越前国府中で3万3300石を与えられて大名となり、天正9年（1581年）には能登一国21万石を与えられた。本能寺の変後の賤ヶ岳の戦いでは当初柴田勝家に加担したが、途中で豊臣秀吉に下り、加賀侵攻の先鋒を務めた勲功により、秀吉から加賀北半を加増されて金沢城に入城。
さらに越中国の佐々成政を下した勲功により、天正13年（1585年）には嫡子利勝に越中3郡が与えられた。これにより、加賀・越中・能登3カ国にわたる83万石余（うち越中守山32万石は利家監督のもと利長が知行、能登小丸山21万石は生前より利政に分与）を手に入れ、後の加賀藩領の原形が形成された、。
秀吉の信任が深い利家は、羽柴姓や豊臣本姓を与えられ、また秀吉が以前に使っていた官名の筑前守を使うことも許された。その後も天正15年（1587年）の九州征伐、天正18年（1590年）の小田原征伐・奥羽征伐にも大軍を送って秀吉の天下統一に尽力。秀吉の次男豊臣秀頼の守り役に任じられ、豊臣政権五大老の一人となる。五大老の中では徳川家康（内大臣）に次ぐ官位（権大納言）を与えられた。慶長3年（1598年）の秀吉の死後には秀頼の後見役として大坂城に入り、台頭する五大老筆頭の徳川家康と五奉行石田三成らの対立の仲立ちに努めたが、翌年死去。

### 近世大名家
江戸期には前田氏からは5家の大名家が出、宗家は加賀藩主家となり、分家に七日市藩主家、富山藩主家、大聖寺藩主家、大聖寺新田藩主家があった。改易となった大聖寺新田藩以外は廃藩置県まで存続し、明治以降4家とも華族に列する。

#### 加賀藩主家

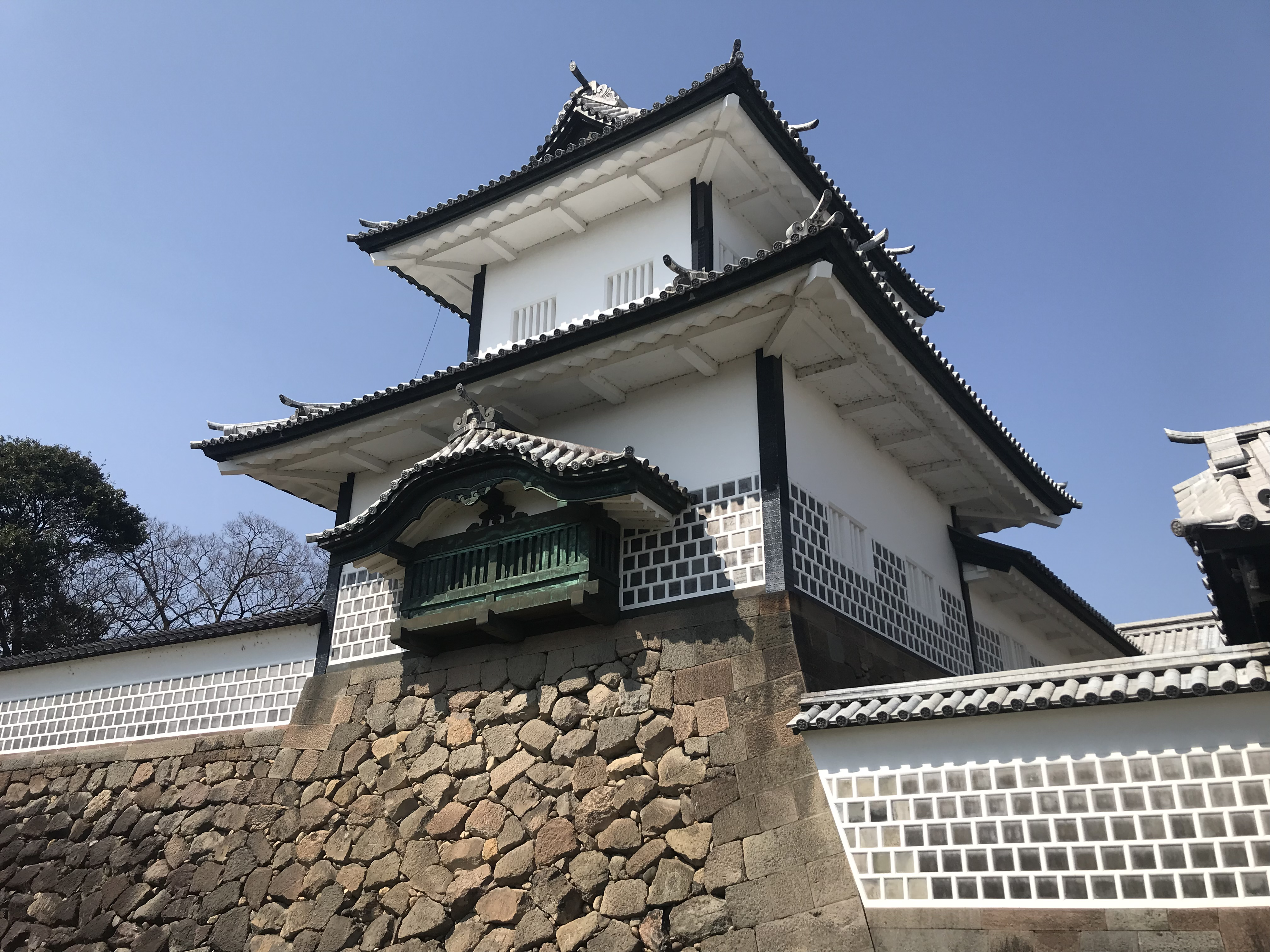
金沢城

利家の死後、嫡子の利長が後を継いで五大老となり、専横を強める徳川家康と対立を深めたが、慶長3年9月に家康が利長が自分の暗殺を企んだとして加賀侵攻の動きを見せると、生母芳春院を江戸に人質として差し出し、徳川秀忠の娘を養嗣子（異母弟）の利常の室に迎えることを約定することで徳川に下った。関ヶ原の戦いに際しては、利長は関ヶ原での直接参戦はしていないが、東軍方として行動している。
それにより戦後の慶長5年（1601年）に加賀国江沼・能美両郡などに20万石余を加増され、また西軍に参加して所領を没収された前田利政の能登一国も還付されたことで、利長は加賀・能登・越中の大半を領して都合119万2700石となる。
慶長10年（1605年）に利長が隠居して利常が2代藩主となり、同年に松平姓を与えられた。利常は寛永16年（1639年）に隠居して光高に家督を譲ったが、その際に次男の利次に富山藩10万石、三男の利治に大聖寺藩7万石を分与。また3代藩主光高は利常に隠居料として22万石を差し出すよう幕府に命じられたため、これにより80万石になったが、万治元年（1658年）に利常が死去した際、光高の子である4代藩主綱紀に隠居料還付が許されたので、これにより加賀藩主前田宗家の家禄は公称高102万5000石となる（維新時には102万2700石）。
藩政の停滞が多かった加賀藩は、幕末の動乱の際も藩内の分裂・動揺が続いて、100万石の大藩でありながら目立った動きがなかった。幕末の藩主斉広は、幕府の威圧を受けて、尊皇派の嫡子慶寧を蟄居させたり、家老松平大弐ら尊皇派家臣を切腹させるなど、当初佐幕派的立場をとって尊皇派弾圧にあたるも、やがて尊皇派が優勢となっていく情勢の中で慶応2年（1866年）に隠居して慶寧に家督を譲った。徳川慶喜が鳥羽伏見の戦いを起こして朝敵となると、慶寧は松平姓を廃棄して朝廷側で参戦し、北越戦争に派兵して朝敵藩の征討に当たった。その戦功により戦後賞典禄1万5000石を下賜された。
維新後には華族の侯爵家に列せられる（→前田侯爵家へ）。

#### 分家の大名家
- 前田利家の五男利孝は、大坂の陣の戦功で元和2年（1616年）に上野国甘楽郡内において1万石余を与えられて上野国七日市藩を立藩[20][21]。最後の七日市藩主利豁は、戊辰戦争で会津征伐に参戦。維新後華族の子爵家に列せられる（→前田子爵家 (七日市)へ）。
- 前田利常の次男である利次は、寛永8年（1631年）に松平姓を与えられ、同16年（1639年）に父の封内のうち越中国婦負新川両郡のうち10万石を分与されて越中国富山藩を立藩した[22]。最後の富山藩主利同は、戊辰戦争が始まると松平姓を破棄して官軍に参加、越後に派兵して朝敵征討にあたった。その戦功で賞典禄5000石を下賜される。維新後華族の伯爵家に列せられた[23]（→前田伯爵家へ）。
- 前田利常の三男である利治は、寛永11年（1634年）に松平姓を与えられ、同16年（1639年）に父の封内のうち加賀国江沼全郡と能美郡のうち6村において7万石を分与されて加賀国大聖寺藩を立藩[24]。同藩は利之の代の文政4年（1821年）に本藩の斉広の助力を得て、10万石に高直しした[25]。最後の大聖寺藩主前田利鬯は、戊辰戦争が始まると松平姓を破棄して官軍に参加、弾薬製造や越後新潟の警備にあたったが、直接戦闘に参加する機会がなかったので賞典禄はなかった。維新後華族の子爵家に列せられた[26]（→前田子爵家 (大聖寺)へ）。
- 大聖寺藩主前田利明の四男利昌は元禄5年（1692年）に大聖寺藩から新田1万石の分与を受けて大聖寺新田藩を立藩させたが、徳川綱吉の法会で中宮使饗応役を命じられた際に同役の大准后使饗応役の柳本藩主織田秀親に対して刃傷に及んで刺殺する事件を起こして改易・切腹となり[27]、領地は大聖寺藩に還付された。

#### 一門家臣
- 尾張蟹江城主だった前田長種は、前田利家の長女を娶って利家の家臣となり、2万石を与えられた。子孫は加賀藩で前田対馬守家と呼ばれる加賀八家の一つとなった。石高は増減があったが、幕末の豊の代には1万8000石だった[28]。明治時代に華族の男爵家に列せられた[29][30]（→前田男爵家 (対馬守)へ）。
- 利長の弟利政は関ヶ原の戦いで石田三成方で参加し能登の所領21万石を没収されたが、その子直之は利長の子利常に仕え、加賀藩内で1万1000石を知行する前田土佐守家を起こし、加賀八家の一つとなった。戊辰戦争では当時の当主直信が金沢藩兵の総指揮をとって戦功を挙げた[31]。明治時代に華族の男爵家に列せられた[29][30]。（→前田男爵家 (土佐守)へ）
- 大聖寺藩主前田利道の五男利寧は分家して同藩の一門家臣となった。幕末から明治の当主幹は幕末に同藩家老となり、明治時代には大聖寺町長を務めている[29]。

### 華族
維新後、前田氏からは7家の華族家が出、宗家は侯爵家、富山家は伯爵家、大聖寺と七日市家は子爵家。宗家分家の利武家、旧加賀八家の土佐守家と対馬守家がそれぞれ男爵家に列せられた。

#### 前田侯爵家
最後の金沢藩主前田慶寧は、戊辰戦争における北越平定の功により、明治2年6月2日に1万5000石の賞典禄を下賜された。同月17日に版籍奉還により金沢藩知事に転じ、明治4年7月14日の廃藩置県まで在職した。
版籍奉還の際に定められた家禄は、現米で6万3688石であり、全大名の中でも最大。
明治7年5月に慶寧が死去し、長男利嗣が家督相続。
明治9年（1876年）の金禄公債証書発行条例に基づき、家禄（6万3688石）と賞典禄（実額3750石）の合計6万7438石の代わりに支給された金禄公債の額は119万4076円91銭の巨額に及び、この金額は島津家（132万2845円）に次ぐ第2位の高額だった。明治前期の利嗣の住居は東京市本郷区本郷本富士町にあった。当時の家令は村井恒。
明治17年（1884年）7月7日に華族令により華族が五爵制になると旧大藩知事として利嗣は侯爵に列せられた。
明治33年6月に利嗣が死去し、婿養子の利為（七日市前田家の前田利昭子爵の五男）が侯爵位と家督を相続。利為は職業軍人の道を選び、陸軍士官学校から陸軍大学へ進み、歩兵第2旅団長、参謀本部第4部長、陸軍大学校長、第8師団長などを歴任した
前田侯爵家は華族きっての大富豪だった。明治31年（1898年）時の高額所得者ランキングによれば前田侯爵家の年間所得は26万6442円で3位にランクインされており、旧大名華族の中ではトップだった。大正末から昭和初期、実業家たちの発展に押されて旧大名華族は相対的に没落し、金満家大番付から旧大名華族の名前が徐々に消えていく時世の中でも前田侯爵家は資産運用をうまくやって番付に名前を残し続けた。
前田侯爵家は本郷の東京帝国大学に隣接する土地に大邸宅を構えていた。その敷地は江戸時代には前田家の上屋敷が建っていた土地でその頃には10万坪あったが、維新後に約9万坪を東大に提供し、前田侯爵家は東大の赤門の隣の残り1万坪の土地を使用していた。同地に二階建ての和館と、三階建てで地下室もあるフランス・ルネッサンス様式の西洋館を建設した。洋館の方は迎賓館として建てられ、応接室、客室、食堂など賓客用の諸室、地階には喫煙室や厨房などがあった。和館の方は日常生活のために作ったと思われるが、詳細はよくわかっていない。
明治39年（1906年）のイギリス王族コノート公アーサーの来日の際には、コノート公を招いて盛大なパーティーを催した。その後、明治43年（1910年）7月8日には前田侯爵邸に明治天皇の行幸があり、盛大な盛儀が行われた。
本郷にあった最初の前田侯爵邸西洋館
- 本郷にあった最初の前田侯爵邸の西洋館と庭園。この土地は後に目黒区駒場にあった東京帝国大学農学部との土地交換で手放した
- 本郷にあった前田侯爵邸西洋館の正面
- 本郷にあった前田侯爵邸西洋館の正面

利為は、大正15年に本郷の土地1万2606坪を目黒区駒場の東大農学部の土地4万坪とそれに隣接する代々木演習林の敷地1万1543坪を等価で交換している。その広大な土地のうち1万3000坪を屋敷の用地とし、建築家塚本靖の指導のもと高橋貞太郎の設計による洋館の建設を開始。利為はイギリス様式の物が好きで、イギリスカントリーハウスの原型たるチューダー様式の邸宅を注文した。
昭和4年（1929年）に洋館が完成。洋館竣工の翌年には和館も建設したが、軍人として海外留学や海外勤務の経験が長く、西洋の生活スタイルに慣れていた利為は、日常生活の場として和館を作ったのではなく、外国人客の接待用に建てたと言われる。そのため駒場の和館は前田侯爵家の建築物にしては比較的小規模であり、建坪は70坪である。
利為の娘酒井美意子によれば、西洋と同じく洋館内では靴を履いて過ごし、ベッドに入る時だけ靴を脱いだという。また、家族の団欒は2階の夫人室で行われたという。敷地内には芝生やテニスコートなどの洋式庭園も備えていた。また日本館や茶室、煎茶亭もあった（戦時中に金沢兼六園内の成巽閣に移された）。
同邸とその敷地は現在駒場公園になっており、国の重要文化財「旧前田家本邸」として保存されている。
さらに前田侯爵家は鎌倉、軽井沢、金沢、京都などに別荘を所有し、北海道では広大な牧場と山林を経営し、朝鮮にも広大な土地を所有していた。
前田侯爵家の使用人の数は136名を数え、すでに大正時代には自動車を数台所有していた。車を磨くためだけの使用人まであり、ヨーロッパ貴族にも負けない豪勢な生活ぶりだった。
駒場公園に現存する前田侯爵邸洋館
- 前田侯爵邸
- 玄関と階段広間
- サロン
- 第一応接室
- 大食堂
- 夫人室
- 寝室
- 書斎

前田利為は、軍内ではかねてから東条英機と折り合いが悪く、前田は東条を「頭が悪く先が見えない男」と評し、東条は前田を「世間知らずの殿様」と評したという。彼は第二次世界大戦中の1942年（昭和17年）9月5日にボルネオ守備軍司令官を務めた際に司令部のあったクチンからミリへ飛行中に消息を絶った。陸海軍合同捜索の結果、10月17日にビンツル沖の海中で飛行機の残骸と遺骨が発見された。墜落を目撃した者はなく、エンジン故障説、落雷説、敵機の襲撃説など諸説あったが（戦後にアメリカ軍人に「ジェネラル・マエダはB-26の編隊が撃墜した」と述べる者があったが真偽は不明）、当初は「陣没」（戦地における公務死）にされた。陣没だと相続税を払わねばならないが、戦死だと免除されるため、前田侯爵家のように莫大な財産を所有する家にとっては、この違いは重要だった。そのため仲が悪い東条が前田家の巨万の富を狙って故意に「陣没」にしたのではという噂が流れた。この件は議会でも議論され、結局死亡後10カ月たった後、河田烈蔵相の答弁で「戦死」に変更された。
式部官や狩猟官、内大臣秘書官などを歴任していた息子の前田利建が侯爵位を継承して貴族院議員となり、戦後は前田育徳会の理事や北海殖産株式会社の会長などを務めた。
占領中の1946年（昭和21年）11月12日にGHQの指令で制定された財産税により多くの華族が経済的に没落していったが、前田侯爵家も例にもれず、駒場の本邸、鎌倉・軽井沢・金沢にあった別荘、北海道の牧場と山林、京都や朝鮮の所有地など売却していくことを余儀なくされ、その経済規模は急激に小さくなった。前田家は実に財産の90％を持っていかれ、使用人数は10分の1に激減したという。

#### 前田伯爵家
最後の富山藩主前田利同は、戊辰戦争における北越平定の功により、明治2年6月7日に5000石の賞典禄を下賜された。同月17日に版籍奉還により富山藩知事に転じるとともに華族に列せられ、明治4年7月の廃藩置県まで藩知事に在職した。
版籍奉還の際に定められた家禄は、現米で6602石。
明治9年（1876年）の金禄公債証書発行条例に基づき家禄（6602石）と賞典禄（実額1250石）の合計7852石の代わりに支給された金禄公債の額は15万6859円5銭6厘（華族受給者中42位）。明治前期の利同の住居は東京市下谷区新坂本町にあった。当時の家扶は、佐々高抲、片岡長貴、古河之峯、中島定恒。
明治17年（1884年）7月7日に華族令により華族が五爵制になると旧中藩知事として利同は伯爵に列せられた。
利同は、英仏留学後、外交官を経て、宮内省に勤仕し、侍従や式部官、宮中顧問官を務めた。利同が大正11年に死去した後、利同の娘鞍子の夫で婿養子の利男（溝口直正伯爵五男）が爵位と家督を相続。
利男は襲爵前の大正4年に第2次大隈内閣で総理大臣秘書官を務め、大正6年からは宮内省官僚となり、皇子傅育官、宮内事務官、式部官、秩父宮付などを歴任した。利男の代の昭和前期の伯爵家の住居は東京市麹町区紀尾井町にあった。
利男の長男利信も宮内省に入省し、賞典次長などを務めた。

#### 前田子爵家 (大聖寺)
最後の大聖寺藩主前田利鬯は、明治2年6月18日に版籍奉還により大聖寺藩知事に転じるとともに華族に叙せられ、明治4年7月14日の廃藩置県まで藩知事を務めた。
版籍奉還の際に定められた家禄は、現米で2873石。
明治9年（1876年）の金禄公債証書発行条例に基づき家禄（2873石）の代わりに支給された金禄公債の額は5万2944円92銭（華族受給者中122位）。明治前期の利鬯の住居は東京市本郷区本郷弓町にあった。
明治17年（1884年）7月7日に華族令により華族が五爵制になると旧小藩知事として利鬯は子爵に列せられた。
利鬯は、宮中祗候太政官御用掛、修史館御用掛、賞典、貴族院子爵議員、御歌所参候などを歴任した。
大正9年7月28日に利鬯が死去。利鬯の娘亀子の夫である利彭（七日市家の前田利昭四男）が婿養子となっていたが、養父に先立って死去していたため、利彭の長男利満が爵位を継承。しかし利満は昭和8年に隠居して分家し、宗家の前田利為三男利弘が亀子の養子として爵位を継承。利弘の代の昭和前期に子爵家の邸宅は東京市淀橋区東大久保にあった。

#### 前田子爵家 (七日市)
最後の七日市藩主利豁は、明治2年6月23日に版籍奉還により七日市藩知事に転じるとともに華族に列した後、同年8月2日に隠居し、息子の利昭が七日市藩知事に就任し、明治4年7月15日の廃藩置県まで藩知事に在職。
版籍奉還の際に定められた家禄は、現米で260石。
明治9年（1876年）の金禄公債証書発行条例に基づき家禄（260石）の代わりに支給された金禄公債の額は1万2156円81銭（華族受給者中334位）。明治前期の利昭の住居は東京市本郷区本富士町にあった。
明治17年（1884年）7月7日に華族令により華族が五爵制になると旧小藩知事として利昭は子爵に列せられた。
利定は陸軍軍人として日清日露に出征し陸軍歩兵中尉まで昇進した後、貴族院の子爵議員に当選して務めて研究会に所属。加藤友三郎内閣に逓信大臣、ついで清浦内閣に農商務大臣として入閣。また実業家としても活躍し、安田銀行、東武鉄道の取締役、川崎窯業会社監査役、上毛電気鉄道相談役、同愛社社長などを歴任。利定の代の昭和前期に子爵家の邸宅は東京市淀橋区西大久保にあった。
利定が昭和19年に死去した後は長男の利民が爵位と家督を相続。利民には娘が3人あるが、男子のないまま昭和58年に死去。

#### 前田男爵家 (対馬守)
加賀八家の一つ前田対馬守家の幕末から明治期の当主孝敬（維新後に豊と改名）は、維新に際して国事に奔走した。
明治9年（1876年）の金禄公債証書発行条例に基づき家禄の代わりに支給された金禄公債の額は1万1520円。
同家は大名ではなかったので明治以降士族に列していたが、旧万石以上陪臣家の授爵が始まった時期の明治33年5月5日に当時の当主孝（豊の長男）が、父豊の維新の功により華族の男爵に列せられている。
昭和12年に孝が死去した後、孝行が爵位と家督を相続。彼は別格官幣社尾山神社で神職を務めた。孝行の代の昭和前期に男爵家の住居は石川県金沢市高岡町にあった。

#### 前田男爵家 (土佐守)
加賀八家の一つだった前田土佐守家の幕末から明治期の当主直信は戊辰戦争に戦功があり、軍政寮知事、金沢藩大参事などを歴任した。
明治12年に直信が死去した後、長男の直行が家督相続。直行は明治32年に前田侯爵家の家令となり、翌明治33年に父直信の維新の功により華族の男爵に列せられる。直行の代の昭和前期の男爵家の邸宅は石川県金沢市長土堀にあった。
直行が昭和18年に死去した後、孫の直昭が爵位と家督を相続。

#### 前田男爵家 (利武)
当家は前田侯爵家の分家である。幕末の加賀藩主前田斉泰の第12子利武を祖とする。利武は、明治14年に甥の利嗣より財産を分与されて前田宗家から分家し、特旨をもって華族に列せられ、明治17年7月に華族令施行で華族が五爵制になったのに伴い、男爵に叙せられた。
利武が明治23年に死去した後は養子の利功（富山家の前田利聲三男）が爵位と家督を相続。利功の代に男爵家の住居は東京市小石川区同心町にあった。
利功の長男利貴は、第二次世界大戦中に陸軍大尉として出征したが、戦後にオランダ植民地インドネシア・ティモール島クパンの収容所に入れられ、オランダの復讐裁判により罪をでっち上げられて拷問され、昭和23年9月9日午前5時45分に銃殺刑に処された。処刑に際して日本の方角を向いて脱帽最敬礼し、国歌奉唱、両陛下万歳三唱を行うことを願い出て許され、一緒に処刑された穴井秀夫兵長とともにそれを行った後、2人は笑顔を浮かべながらオランダ軍に銃殺された。利貴は31歳、穴井兵長は30歳だった。利貴は次の辞世の句2つを残した。

### 歴代当主

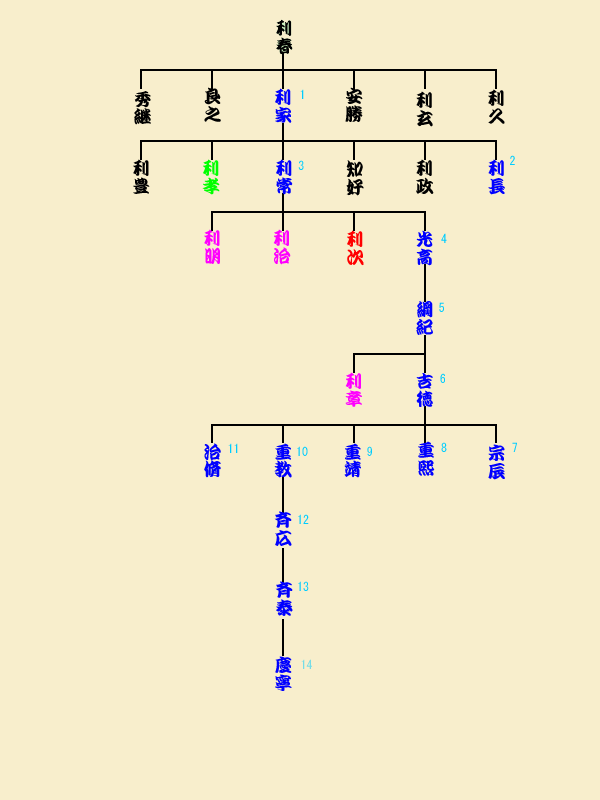
青、加賀藩主、赤、富山藩主、桃、大聖寺藩主、緑、七日市藩主

#### 尾張荒子村領主→加賀藩主→侯爵の前田宗家
- 前田利隆？

1. 前田利昌（利昌）
2. 前田利久
3. 前田利家
4. 前田利長
5. 前田利常
6. 前田光高
7. 前田綱紀
8. 前田吉徳
9. 前田宗辰
10. 前田重煕
11. 前田重靖
12. 前田重教
13. 前田治脩
14. 前田斉広
15. 前田斉泰
16. 前田慶寧
17. 前田利嗣（侯爵）
18. 前田利為（侯爵、陸軍大将）
19. 前田利建（侯爵、宮内省式部官兼主猟官）
20. 前田利祐（宮内庁委嘱掌典）
21. 前田利宜（現当主、イノダコーヒ代表取締役社長）

#### 富山藩主→伯爵の前田家
1. 前田利次
2. 前田正甫
3. 前田利興
4. 前田利隆
5. 前田利幸
6. 前田利與
7. 前田利久
8. 前田利謙
9. 前田利幹
10. 前田利保
11. 前田利友
12. 前田利声
13. 前田利同（伯爵）
14. 前田利男（伯爵、貴族院議員）
15. 前田利信
16. 前田章利（現当主[85]）

#### 大聖寺藩主→子爵の前田家
1. 前田利治
2. 前田利明
3. 前田利直
4. 前田利章
5. 前田利道
6. 前田利精
7. 前田利物
8. 前田利考
9. 前田利之
10. 前田利極
11. 前田利平
12. 前田利義
13. 前田利行
14. 前田利鬯（子爵）
15. 前田利満（子爵）
16. 前田利弘（現当主[85]、子爵）

#### 大聖寺新田藩主の前田家
1. 前田利昌

#### 七日市藩主→子爵の前田家
1. 前田利孝
2. 前田利意
3. 前田利広
4. 前田利慶
5. 前田利英
6. 前田利理
7. 前田利尚
8. 前田利見
9. 前田利以
10. 前田利和
11. 前田利豁
12. 前田利昭（子爵）
13. 前田利定（子爵、貴族院議員、逓信大臣、農商務大臣）
14. 前田利民（子爵）
15. 前田史貞（現当主[85]）

### 系図
（注）前田玄以の系統と前田利家の系統との関係は明らかではない。

## 前田玄以の前田氏
前田玄以を出した前田家は、玄以以前の正確な系図が不明であるため、出自は定かでないが、美濃前田氏の末裔とも伝わる。玄以の系図の中には菅原道真の末裔とするものもある。
玄以は比叡山で得度したと伝わる僧で、織田信忠に7000石の知行で仕え、本能寺の変の際には信忠の子三法師（織田秀信）を託されて尾張へ逃れた後、三法師を連れて清州へ向かった。その功績で織田信雄により京都奉行に任じられ、豊臣秀吉が実権を掌握した後にも京都の庶政を担当して重用され、天正13年（1585年）に丹波亀山5万石を領する大名となった。秀吉の晩年には五奉行の一人となる。関ヶ原の戦いでは西軍に属すも徳川方に通じて動かなかったため、戦後本領安堵されたが、家督を継いだ次男の茂勝は、慶長7年（1602年）に丹波国八上に移封後、慶長13年（1608年）に徳川幕府により改易された。
茂勝の兄弟である半右衛門正勝（玄以の三男）は会津征伐の際に下野国小山で家康に属したため、慶長7年に丹波国において1000石を領する旗本に列せられ、その息子半右衛門正信が武蔵国に200石を加増されて都合1200石となり、その息子安芸守直勝は、禁裏付、京都町奉行、大目付などを務め、丹波国内（後に武蔵国に変更）に1000石を加増されて都合2200石となっている。幕末維新期の当主は又五郎孝敬で、幕末の家禄は2500石。維新後士族。

## 押小路家分家の高家前田家
藤原北家閑院流の公家である右大臣三条西実条の室が前田玄以の長女であった縁から、権大納言押小路公音（実条の長男三条西公勝の次男。三条西家から分家して押小路家の祖となった）の次男が江戸に下向し徳川綱吉に旗本として仕えることになった際に前田玄長に改名し、高家旗本藤原氏前田家の祖となった。所領は武蔵国多摩郡に900石、相模国愛甲郡に500石の都合1400石だった。
幕末維新期の当主は前田長禮。明治維新に際しては朝廷に早期帰順し、幕臣から朝臣に転じて元高家として中大夫席を与えられた。明治2年12月に中大夫以下の称が廃止され士族に編入。
明治17年（1884年）に施行された華族令で華族が五爵制になった際に定められた『叙爵内規』の前の案である『華族令』案や『叙爵規則』案では元高家が男爵に含まれており、同前田家も男爵候補として名を挙げられているが、最終的な『叙爵内規』では旧高家は対象外となったため、結局同家は士族のままだった。

## 高辻家分家の高家前田家
菅原氏嫡流の公家高辻長量の次男長恭が宝永6年（1709年）に江戸に下向して徳川綱吉に旗本として仕えることになった際に菅原氏を称する加賀藩主前田氏との縁から前田長恭に改名し、高家旗本菅原氏前田家の祖となった。所領は武蔵国多摩郡において1000石。
幕末維新期の当主は前田長猷。明治維新に際しては朝廷に早期帰順し、幕臣から朝臣に転じて元高家として中大夫席を与えられた。明治2年12月に中大夫以下の称が廃止され士族に編入。
明治17年（1884年）に施行された華族令で華族が五爵制になった際に定められた『叙爵内規』の前の案である『華族令』案や『叙爵規則』案では元高家が男爵に含まれており、同前田家も男爵候補として名を挙げられているが、最終的な『叙爵内規』では旧高家は対象外となったため、結局同家は士族のままだった。

## 前田正名男爵家
前田正名は、江戸時代末期に薩摩藩医前田善安の息子として生まれ、フランス留学を経て、駐仏公使館に勤務し、明治14年に農商務省および大蔵省の大書記官となり、大蔵卿大隈重信のブレーンの一人として活躍したが、松方正義が大蔵卿に就任すると『興業意見』を編纂して殖産興業資金の追加供給による産業保護主義を主張し松方財政を批判。明治18年12月に一時非職となったのを経て、明治21年に山梨県知事、明治22年に農商務省工務局長、農務局長に就任し、明治23年に農商務次官となったが、同年に農商務相となった陸奥宗光と対立して下野。元老院議官、貴族院勅撰議員などを務めつつ、各地を巡って地方産業団体の育成に努め、「布衣の宰相」と呼ばれた。大正10年8月12日の死去に際して勲功により華族の男爵に叙せられた。
正名の長男正一が男爵位と家督を相続したが、正一も翌11年10月30日に子供のないまま死去したため、正名の三男で分家していた三介の長男雄吾が男爵位と家督を相続。雄吾が昭和11年7月27日に死去した後、父の三介が爵位と家督を相続するも、昭和14年1月24日に死去し、長女エア子が家督相続したことで失爵。

## 前田隆礼男爵家
前田隆礼は、大和国十津川郷士の出身で幕末に天誅組に参加するなど国事に奔走し、戊辰戦争でも官軍に従軍して活躍した。明治5年に陸軍中尉として陸軍に入隊し、累進して明治32年に陸軍少将。歩兵第18旅団長を務め、更に台湾首尾混成第2旅団長に転任。日露戦争では第22歩兵旅団長として出征したが、明治38年3月26日に奉天会戦の際に負った負傷が原因で死去し、中将に昇進するとともに、養子の勇が養父隆礼の勲功により明治40年10月に華族の男爵に列せられた。
勇は福岡県人の加藤謙治の三男であり、陸軍大佐まで昇進した陸軍軍人だった。昭和3年に予備役入りし、昭和12年に貴族院の男爵議員に当選して務めた。また岡本工業会社顧問も務める。彼の代の昭和前期に男爵家の住居は東京市渋谷区永住町にあった。